# El arte de navegar en la España del Renacimiento
El arte de navegar en la España del Renacimiento és un llibre de l'historiador de la ciència José María López Piñero, publicat el 1979 per Editorial Labor. L'obra examina el desenvolupament de les tècniques i coneixements nàutics a Espanya durant els segles XV i XVI, destacant el seu paper fonamental a l'Era dels Descobriments.

## Context i relació amb obres anteriors
Aquest treball s'inscriu a la tradició historiogràfica que, com el llibre de Julio Rey Pastor: La ciencia y la técnica en el descobriment d'Amèrica (1951), analitza els avenços científics i tecnològics que van possibilitar l'expansió ultramarina espanyola. Tot i això, mentre Rey Pastor aborda el tema des d'una perspectiva més general, López Piñero se centra específicament en la nàutica, integrant el seu estudi en un marc social i institucional més ampli.

## Contingut i estructura
El llibre està organitzat en vuit capítols, a part d'una introducció, que abasten des dels fonaments astronòmics i geogràfics fins a l'enginyeria naval i la vida a bord de les embarcacions:
1. Introducció (p. 13)
  - Planteja l'enfocament del llibre: la interacció entre ciència, tècnica i societat en el desenvolupament de la navegació.
2. Fonaments científics: L'astronomia (p. 27)
  - Examina el paper de l'astronomia en la navegació, incloent-hi les taules alfonsines i la seva influència en els càlculs nàutics.
3. Fonaments científics: La geografia (p. 67)
  - Analitza l'evolució de la geografia matemàtica i la seva aplicació a la cartografia, destacant figures com Ptolemeu i el seu impacte en el Renaixement.
4. La brúixola, la latitud, els rellotges i l'organització social de la navegació (p. 117)
  - Descriu els instruments essencials per a l'orientació marítima i com se'n va institucionalitzar l'ús a l'Espanya del segle XVI.
5. Els primers tractats de nàutica i els instruments de mesura (p. 153)
  - Estudia obres com les de Martín Cortés d'Albacar i l'ús d'astrolabis, ballestes i quadrants.
6. Problemes tècnics: declinació magnètica i determinació de longituds (p. 185)
  - Aborda els desafiaments científics de l'època, com els errors a la brúixola i la dificultat de mesurar la longitud a alta mar.
7. La cartografia marítima i el Padró Reial (p. 201)
  - Explora l'evolució dels mapes, des dels portolans medievals fins a les cartes esfèriques, i el sistema de registre oficial dels descobriments.
8. Enginyeria naval i vida a bord (p. 217)
  - Detalla la construcció de vaixells, els oficis marítims i les condicions de vida dels navegants.
9. L'art de navegar i la idea de progrés a Espanya (p. 253)
  - Conclou reflexionant sobre com van contribuir aquests avenços al desenvolupament científic i cultural d'Espanya

## Aportacions i llegat
López Piñero aplica un enfocament d'“història total”, integrant aspectes científics, tècnics i socials, en línia amb l'escola de Pierre Vilar. A diferència d'obres anteriors, com la de Rey Pastor, que se centraven en grans figures, aquest llibre presta atenció a les “generacions intermèdies” de tècnics i marins que van fer possible la navegació oceànica. A més, el llibre inclou 283 il·lustracions d'instruments nàutics, mapes i embarcacions, fet que el converteix en una referència visual essencial per al tema.
Avui, L'art de navegar a l'Espanya del Renaixement continua sent una obra de referència per entendre com els avenços tècnics i científics van permetre l'expansió marítima espanyola, complementant estudis previs com el de Rey Pastor i establint les bases per a futures investigacions en història de la ciència. L'obra va ser presentada a Madrid el 1979 amb intervencions de destacats historiadors com José Antonio Maravall i José Gella Iturriaga, que van ressaltar la seva contribució a l'estudi de la ciència espanyola.